# Bianca Salming
Bianca Emmelie Elisabeth Salming (* 22. November 1998 in Stockholm) ist eine schwedische Siebenkämpferin. Sie ist die Tochter des ehemaligen schwedischen Eishockeyspielers Börje Salming und Nichte von Stig Salming.

## Sportliche Laufbahn
Erste internationale Erfahrungen sammelte Bianca Salming bei den U18-Weltmeisterschaften 2015 in Cali, bei denen sie mit 5685 Punkten den siebten Platz belegte. Im Jahr darauf belegte sie bei den U20-Weltmeisterschaften in Bydgoszcz mit 5840 Punkten den vierten Platz. 2017 qualifizierte sie sich für die Halleneuropameisterschaften in Belgrad, die sie mit 4389 Punkten auf dem 10. Rang beendete. Im Sommer erfolgte die Teilnahme an den U20-Europameisterschaften in Grosseto und belegte dort sowohl im Siebenkampf als auch im Hochsprung den sechsten Platz. 2018 qualifizierte sie sich für die Europameisterschaften in Berlin, konnte dort ihren Wettkampf aber nicht beenden. Im Jahr darauf nahm sie im Hochsprung an den Halleneuropameisterschaften in Glasgow teil, erreichte mit 1,85 m aber nicht das Finale. Anschließend gelangte sie bei den U23-Europameisterschaften in Gävle mit 5754 Punkten auf den siebten Platz. 
2022 belegte sie bei den Europameisterschaften in München mit 6185 Punkten den achten Platz und im Jahr darauf gelangte sie bei den Halleneuropameisterschaften in Istanbul mit 4191 Punkten auf Rang elf im Fünfkampf. Im Juni wurde sie bei der 1. Liga der Team-Europameisterschaft im Rahmen der Europaspiele in Chorzów mit 1,80 m Siebte im Hochsprung und 2024 belegte sie bei den Hallenweltmeisterschaften in Glasgow mit 4317 Punkten den achten Platz im Fünfkampf. Im Juni musste sie ihren Wettkampf bei den Europameisterschaften in Rom vorzeitig beenden. Im Jahr darauf wurde sie bei den Hallenweltmeisterschaften in Nanjing mit 4321 Punkten Zehnte im Fünfkampf.
In den Jahren 2016 und 2017 sowie von 2019 bis 2022 und 2024 wurde Salming schwedische Meisterin im Siebenkampf sowie 2016 und 2017 und 2020, 2023 und 2024 auch im Hallenfünfkampf. 2020 wurde sie zudem Hallenmeisterin im Hochsprung.

## Persönliche Bestleistungen
- Hochsprung: 1,92 m, 16. Juni 2018 in Pärnu
- Siebenkampf: 6185 Punkte, 18. August 2022 in München
  - Fünfkampf (Halle): 4533 Punkte, 4. Februar 2024 in Tallinn